# Freetown City FC
El Freetown City Football Club es un equipo de fútbol de Sierra Leona que juega en la Liga Premier de Sierra Leona, la liga de fútbol más importante del país.

## Historia
Fue fundado en la capital Freetown con el nombre Freetown United y es un equipo considerado pequeño dentro de la capital y dentro del país, gracias a los 2 equipos dominantes de la capital Mighty Blackpool y el East End Lions.
Sólo ha salido campeón en 1 ocasión, en el año 1989 y es el único título que han ganado en su historia.
A nivel internacional han participado en solo 1 ocasión, en la Copa Africana de Clubes Campeones 1990, donde no pasaron de la primera ronda.

## Palmarés
- Liga Premier de Sierra Leona: 1

1989

## Participación en competiciones de la CAF
| Temporada | Torneo                            | Ronda | Club          | Casa | Visita | Global |
| --------- | --------------------------------- | ----- | ------------- | ---- | ------ | ------ |
| 1990      | Copa Africana de Clubes Campeones | 1     | Asante Kotoko | 1-1  | 0-4    | 1-5    |